# Кимициди, Лазарь Димитриевич
Лазарь Димитриевич Кимициди (1927 год, село Дагва, АССР Аджаристан, ССР Грузия) — звеньевой колхоза имени Ворошилова Дагвинского сельсовета Кобулетского района Аджарской АССР, Грузинская ССР. Герой Социалистического Труда (1949).

## Биография
Родился в 1927 году в крестьянской семье в селе Дагва Аджарской АССР. Окончил местную начальную сельскую школу. Трудиться начал в годы Великой Отечественной войны на чайной плантации в колхозе имени Ворошилова, председателем которого с 1933 года был Христо Лавасас. В послевоенные годы возглавлял комсомольско-молодёжное звено, состоящее из 16 колхозников. За его звеном было закреплено 3,5 гектара чайной плантации и 2 гектара цитрусового сада.
В 1948 году звено под его руководством собрало в среднем по 8128 килограмм сортового зелёного чайного листа на участке площадью 2 гектара. Указом Президиума Верховного Совета СССР от 29 августа 1949 года удостоен звания Героя Социалистического Труда за «получение высоких урожаев сортового зелёного чайного листа и цитрусовых плодов в 1948 году» с вручением ордена Ленина и золотой медали «Серп и Молот» (№ 4648).
Этим же указом званием Героя Социалистического Труда были награждены председатель колхоза Христо Елефтерович Лавасас и одиннадцать тружеников колхоза, в том числе агроном Герасим Панаётович Андреади, звеньевые Перикли Лукич Каситериди, Стилиан Иванович Салвариди, колхозники Феофиолакт Христофорович Неаниди, Калиопи Анестиевна Павлиди, Елена Христовна Каситериди, Анести Христофорович Мурадов, Ольга Петровна Мурадова, София Дмитриевна Симвулиди, Хатиджа Мамудовна Эминадзе.
Комсомольско-молодёжное звено Лазаря Кимициди неоднократно принимало участие в работе Всесоюзной сельскохозяйственной выставке в Москве. За выдающиеся трудовые достижения по итогам 1950 года был награждён Орденом Трудового Красного Знамени.
Проживал в родной деревне Дагва Кобулетского района.
Награды
- Герой Социалистического Труда
- Орден Ленина
- Орден Трудового Красного Знамени (01.09.1951)
- Малая серебряная медаль ВСХВ.